# Хлодовех I
Хлодовех (лат. Chlodovechus; Хлодовек, Клодовек, Клодвиг, Хлодвиг, Кловис) (466—27. новембар 511) је био франачки краљ из династије Меровинга. Био је један од најзначајнијих владара Франачке државе, чије је границе знатно проширио, првенствено према западу, освојивши 486. године читаву северну Галију. Након велике победе над Визиготима (507) освојио је и читаву јужну Галију, тако да се његова држава простирала од реке Рајне до планинских венаца Пиринеја. Сматра се да је он био оснивач Меровиншке династије, која је владала Франачким краљевством у наредна два века.
Хлодовех је био син Хилдерика I, меровиншког краља салијских Франка, и Базине, тирингијске принцезе. Године 481, кад је имао петнаест година, Хлодовех је наследио свог оца. У ономе што је сада северна Француска, тад северна Галија, он је преузео контролу над преосталом државом Западног римског царства којом је управљао Сијагрије у Бици код Соасона (486), и до времена његове смрти било 511 или 513, он је покорио мање Франачке краљевине према североистоку, Алемани на истоку и визиготско краљевство Аквитанска Галија на југу. Хлодовех је важан у историографији Француске као „први краљ онога што ће постати Француска”.
У време његовог доласка на власт Франци су још увек били многобошци, али Хлодовех је недуго након учвршћивања власти у северној Галији увидео значај хришћанства, тако да се 496. године покрстио, заједно са већим делом франачког племства. До то га је дошло у знатној мери услед утицаја његове жене, Клотилде, која је касније поштована као светац због тог чина, и која се у данашње време слави у Римокатоличкој цркви и Православној цркви. Хлодовех је крштен на Божић 508. године. Хлодовехово усвајање католицизма (за разлику од аријанства већине других германских племена) довело је до широке конверзије међу франачким народима, до религијског уједињења широм данашње Француске, Белгије и Немачке, три века касније до алијансе Карла Великог са римским бискупом и средином 10. века под Ономом I до консеквентног настанка раног Светог римског царства.

## Име
На основу потврђених облика, оригинално име је реконструисано на франачком језику као *Hlōdowik или *Hlōdowig и традиционално се сматра да се састоји од два елемента, који потичу од протогерманског: *hlūdaz („гласан, славан“) и *wiganą („борити се, борити се“), што је резултирало традиционалном праксом превођења Хлодовеховог имена као „чувени ратник“ или „чувен у борби“.
Међутим, научници су истакли да Гргур Турски сходно томе транскрибује имена разних меровиншких краљева која садрже први елемент као хлодо-. Употреба полузатвореног задњег заобљеног самогласника (о), а не очекиваног затвореног задњег заобљеног самогласника (u) који Грегори користи у разним другим германским именима (тј. Фредегундис, Арнулфус, Гундобадус, итд.) отвара могућност да се први елемент уместо тога изведе из протогерманског *hlutą („лот, удео, део“), дајући значење имена као „доносилац плена“ или „војник који пљачка (доноси). Ова хипотеза је поткрепљена чињеницом да ако се први елемент узме да значи „славан“, онда би име Хлодомера (једног од Хловисових синова) садржало два елемента (*hlūdaz и *mērijaz) који оба значе „славан“, што било би веома неуобичајено у оквиру типичне германске структуре имена.
На средњехоландском, језику блиском франачком, име је преведено као Lodewijch (уп. модерни холандски Lodewijk). Име се налази у другим западногерманским језицима, са сродним речима, укључујући староенглеско Hloðwig, старосаксонско Hluduco и старовисоконемачко Hludwīg (варијанта Hluotwīg). Ово последње се претворило у Ludwig на модерном немачком, иако се сам краљ Clovis углавном зове Chlodwig. Старонордијски облик Hlǫðvér је највероватније позајмљен из западногерманског језика.
Франачко име *Hlodowig је пореклом од француског имена Луј (варијанта Лудовик), које је носило 18 краљева Француске, преко латинизованог облика Hludovicus (варијанте Ludhovicus, Lodhuvicus, или Chlodovicus). Енглеско име Lewis потиче од англо-француског Louis. На шпанском је име постало Luis, на италијанском Luigi (варијанте Ludovico и венецијански Alvise, ређе Aligi и Aloisio), а на мађарском Lajos.

## Позадина
Хилдерик I, Хловисов отац, био је познат као Хлодијев рођак, и био је познат као краљ Франака који се борио као армија унутар северне Галије. Године 463, борио се заједно са Егидијем, поглаваром војске северне Галије, да би победио Визиготе у Орлеану. Хилдерик је умро 481. и сахрањен је у Турнеју; Хлодовех га је наследио на месту краља, са само 15 година. Историчари верују да су Хилдерик и Хлодовех обојица били команданти римске војске у провинцији Белгијска Галија и били су потчињени поглавару војске. Франци из Турнеја су почели да доминирају над својим суседима, у почетку потпомогнути повезивањем са Егидијем.
Смрт Флавија Аеција 454. довела је до опадања царске моћи у Галији; остављајући Визиготе и Бургунде да се такмиче за превласт у тој области. Део Галије који је још увек био под римском контролом појавио се као краљевство под Сијагријем, Егидијевим сином.
Иако не постоје примарни извори који објашњавају језик којим је Хлодовех говорио, историјски лингвиста сматра вероватним да је, на основу његове породичне историје и матичних територија, говорио облик старохоландског. У овоме, рани Меровинзи се могу поредидит каснијим Каролинзима, као што је Карло Велики, с краја 8. века и надаље, који су вероватно говорили различитим облицима старовисоконемачког језика.

## Владавина

### Освајање северне Галије
Кад је постао краљ у данашњој Француској су своје територије држали варвари и римски патриције.
- Визиготи
- Алемани
- Франци
- Бургунди
- римски патриције Сијагрије

Хлодовех је 486. победио римског патриција Сијагрија, који је био последњи римски управник у северној Галији. Та победа је проширила Хлодовехову власт на већину подручја северно од Лоаре.

### Савез са Остроготима и победа над Алеманима
После тога Хлодовех прави савез са Остроготима, удајући своју сестру за остроготског краља Теодорика Великог.
Победио је Алемане у бици код Толбијака близу Келна. Хлодовех прелази 496. на хришћанство.

### Хлодвехово крштење
Крстио се 496. године у Ремсу и од тада су сви франачки (и потоњи француски) краљеви крунисани у Ремсу, све до 1825. године. Хлодовех је крштење примио од правоверних галороманских свештеника. Његовим прихватањем хришћанства у правоверном облику, започео је процес отклањања верске подвојености између владајућих Франака и њихових галороманских поданика. Покрштавање Франака, које је започето преласком самог Хлодовеха и његовог владарског дома на хришћанску веру, настављено је покрштавањем франачког племства, а потом и свих осталих Франака. Франачко прихватање правоверног хришћанства је било од посебног значаја, с обзиром да су други германски краљеви, као Остроготи, Визиготи и Вандали, још раније прихватали аријанство, хришћанско учење које је било проглашено за јерес.

### Победа над Визиготима
Иако је победио Бургундију 500. у бици код Дижона, није успео потчинити Бургундију.
Уништио је тулуско Визиготско краљевство у бици код Вујеа 507. Визиготи се после тога повлаче у Хиспанију.
Тада цела јужна Француска до Пиринеја постаје део Франачке. Основао је Париз као главни град и успоставио је опатију посвећену светом Петру и Павлу на јужној обали Сене.
После битке код Вујеа византијски цар Анастасије I додељује Хлодовеху титулу конзула. После битке против Визигота имао је низ битака на унутрашњем плану против важнијих вазала, то јест подкраљева. Пред смрт Хлодовех је сазвао први синод галских бискупа у Орлеану, с циљем да се реформише црква и да се створи јака веза цркве и круне.

## Смрт
Умро је 511. године. После његове смрти Франачку су поделила његова 4 сина: Теудерик, Клодомер, Хилдеберт Iи Клотар.